# Liste der griechischen Töpfer und Vasenmaler/A

## Namentlich bekannte Künstler
| Name           | Wikidata                   | Profession                 | Herkunft                   | Stil                       | Zeit                       | Bemerkung | Beispiel                   |
| -------------- | -------------------------- | -------------------------- | -------------------------- | -------------------------- | -------------------------- | --- | -------------------------- |
| Agathon        |                            | Töpfermaler (?)            | Attika                     | RF                         | 2/4 5. Jh                  | |                            |
| Aineades       |                            | Vasenmaler                 | Attika                     | SF                         | 3/4 6. Jh.                 | Kleinmeister |                            |
| Aison          |                            | Vasenmaler                 | Attika                     | RF                         | 435/15                     | |                            |
| Aischines      |                            | Töpfer                     | Attika                     | SF                         | 2/2 6. Jh.                 | nach Aischines ist der Aischines-Maler benannt |                            |
| Ama…           |                            | Vasenmaler                 | Attika                     | SF/RF                      | 530                        | |                            |
| Amasis         |                            | Töpfer                     | Attika                     | SF                         | 560/20                     | nach Amasis ist der Amasis-Maler benannt |                            |
| Anakles        |                            | Töpfer                     | Attika                     | SF                         | 3/4 6. Jh.                 | Kleinmeister |                            |
| Andokides      |                            | Töpfer                     | Attika                     | SF/RF                      | 540/10                     | in seiner Werkstatt wurde wohl der rotfigurige Stil erfunden; nach ihm ist der Andokides-Maler benannt |                            |
| Andrias        |                            | Töpfer                     | Thera                      | KO                         | 3/4 7. Jh.                 | |                            |
| Antenor        |                            | Töpfermaler (?)            | Attika                     | PA                         | 1/2 7. Jh.                 | unklar ob Töpfer, Maler, Besitzer oder Weihender eines Gefäßes mit seiner Namensinschrift; eventuell identisch mit dem Maler der Widder-Kanne |                            |
| Antidoros      |                            | Töpfer                     | Attika                     | SF                         | 540/30                     | Kleinmeister |                            |
| Apollodoros    |                            | Vasenmaler                 | Attika                     | RF                         | Ende 6. Jh.                | möglicherweise mit dem Epidromos-Maler, dem Elpinikos-Maler und/oder dem Kleomelos-Maler identisch |                            |
| Archeneides    |                            | Töpfer                     | Attika                     | SF                         | Mitte 6. Jh.               | |                            |
| Archikles      |                            | Töpfer                     | Attika                     | SF                         | Mitte 6. Jh.               | Kleinmeister, möglicherweise auch Vasenmaler |                            |
| Aristomenos    |                            | Vasenmaler                 | Attika                     | SF                         | 540/30                     | |                            |
| Aristonothos   |                            | Töpfermaler (?)            | Chios (oder Euböa?)        | OR                         | 7. Jh.                     | einer der ersten Künstler, der seine Werke signierte |                            |
| Aristophanes   |                            | Vasenmaler                 | Attika                     | RF                         | 430/400                    | |                            |
| Arnthe         | siehe unter Arnthe Praxias | siehe unter Arnthe Praxias | siehe unter Arnthe Praxias | siehe unter Arnthe Praxias | siehe unter Arnthe Praxias | siehe unter Arnthe Praxias | siehe unter Arnthe Praxias |
| Arnthe Praxias |                            | Töpfermaler (?)            | Etrurien                   | PR                         | 500-475                    | wohl in Etrurien tätiger griechischer Vasenmaler, Töpfer oder beides aus Unteritalien oder Sizilien; signierte mit seinem griechischen Namen Praxias sowie einem angenommenen etruskischen Namen Arnthe, möglich ist aber auch, dass es sich um zwei verschiedene Männer handelt |                            |
| Aruzina Aranth |                            | Vasenmaler                 | Etrurien                   | BU                         | 4/4 7. Jh.                 | |                            |
| Asteas         |                            | Vasenmaler                 | Paestum                    | RF                         | 350/20                     | Einer von nur Zwei namentlich bekannten Vasenmalern Unteritaliens; Teil der Asteas-Python-Werkstatt |                            |
| Atitas         |                            | Vasenmaler                 | Attika                     | RF                         | Ende 6. Jh.                | Töpfer der Group of the Paidikos Alabastra |                            |

## Nicht namentlich bekannte Künstler (Notnamen)
| Name                                     | Wikidata                                     | Profession                                   | Herkunft                                     | Stil                                         | Zeit                                         | Bemerkung | Beispiel                                     |
| ---------------------------------------- | -------------------------------------------- | -------------------------------------------- | -------------------------------------------- | -------------------------------------------- | -------------------------------------------- | --- | -------------------------------------------- |
| Maler A                                  | (Q30826640)                                  | Vasenmaler                                   | Attika                                       | SG                                           |                                              | gehört zur Rassel-Gruppe |                                              |
| Maler A                                  | (Q55511028)                                  | Vasenmaler                                   | Rhodos                                       | OR                                           | 3/3 7. Jh.                                   | gehört zur Kamiros-Gruppe |                                              |
| A-Maler                                  | (Q18669996)                                  | Vasenmaler                                   | Attika                                       | SF                                           | 520/500                                      | gehört zur Leagros-Gruppe |                                              |
| A-Töpfer                                 | (Q31091246)                                  | Töpfer                                       | Attika                                       | RF                                           | Mitte 5. Jh.                                 | Töpfer in der Achilleus-Maler/Phiale-Maler-Werkstatt                                                                              |                                              |
| A-Töpfer                                 | (Q31091220)                                  | Töpfer                                       | Attika                                       | RF                                           | 1/4 4. Jh.                                   | Töpfer in der Werkstatt des Jena-Malers                                                                                           |                                              |
| A519-Maler                               | (Q31091232)                                  | Vasenmaler                                   | Attika                                       | SG                                           | 750/25                                       | |                                              |
| A.D.-Maler                               | (Q55524030)                                  | Vasenmaler                                   | Attika                                       | SF                                           | 4/4 6. Jh.                                   | |                                              |
| Maler von A.M. 62                        | (Q55525527)                                  | Vasenmaler                                   | Attika                                       | SF                                           |                                              | |                                              |
| Maler des Aachener Pferdekopfes          | (Q1887166)                                   | Vasenmaler                                   | Attika                                       | SF                                           | Mitte 6. Jh.                                 | möglicherweise handelt es sich um eine Gruppe von Vasenmalern                                                                     |                                              |
| Aberdeen-Maler                           | (Q18670007)                                  | Vasenmaler                                   | Attika                                       | RF                                           | 470/60                                       | gehört zur Penthesilea-Werkstatt                                                                                                  |                                              |
| Acheloos-Maler                           | (Q943594)                                    | Vasenmaler                                   | Attika                                       | SF                                           | 525/500                                      | Maler der Leagros-Gruppe |                                              |
| Achilles-Maler                           | siehe unter Achilleus-Maler                  | siehe unter Achilleus-Maler                  | siehe unter Achilleus-Maler                  | siehe unter Achilleus-Maler                  | siehe unter Achilleus-Maler                  | siehe unter Achilleus-Maler | siehe unter Achilleus-Maler                  |
| Achilleus-Maler                          | (Q125902)                                    | Vasenmaler                                   | Attika                                       | RF/WG                                        | 460/30                                       | auch Achilles-Maler; einer der Hauptvertreter und Namensgeber in der Achilleus-Maler/Phiale-Maler-Werkstatt                       |                                              |
| Adelaide-S. Prisco-Maler                 | (Q55526271)                                  | Vasenmaler                                   | Kampanien (Capua)                            | RF                                           | 3/3 4. Jh.                                   | Fischtellermaler; gehört zur Ixion-Gruppe in der Cassandra-Parrish-Werkstatt; möglicherweise identisch mit dem Ixion-Maler        |                                              |
| Adelph-Maler                             | (Q55526719)                                  | Vasenmaler                                   | Attika                                       | SF                                           | um 565                                       | Kleinmeister |                                              |
| Adler-Maler                              | (Q18670013)                                  | Vasenmaler                                   | Grieche, in Etrurien tätig                   | CH                                           | 3/3 6. Jh.                                   | wohl aus Ostgriechenland nach Etrurien eingewanderter Künstler                                                                    |                                              |
| Adolphseck-Maler                         | (Q18670015)                                  | Vasenmaler                                   | Apulien                                      | RF                                           | 380/70                                       | |                                              |
| Adria-Maler                              | (Q63066438)                                  | Vasenmaler                                   | Attika                                       | RF                                           | 500/480                                      | |                                              |
| Maler von Adria B 300                    | (Q63085856)                                  | Vasenmaler                                   | Attika                                       | RF                                           |                                              | |                                              |
| Aegina-Bellerophon-Maler                 |                                              | Vasenmaler                                   | Korinth                                      | PK                                           | 1/2 7. Jh.                                   | |                                              |
| Maler der Aegina Chimaeras               |                                              | Vasenmaler                                   | Attika                                       | SF                                           |                                              | |                                              |
| Aegisthus-Maler                          | siehe unter Ägisthus-Maler                   | siehe unter Ägisthus-Maler                   | siehe unter Ägisthus-Maler                   | siehe unter Ägisthus-Maler                   | siehe unter Ägisthus-Maler                   | siehe unter Ägisthus-Maler | siehe unter Ägisthus-Maler                   |
| Aethiopier-Maler                         | siehe unter Äthiopier-Maler                  | siehe unter Äthiopier-Maler                  | siehe unter Äthiopier-Maler                  | siehe unter Äthiopier-Maler                  | siehe unter Äthiopier-Maler                  | siehe unter Äthiopier-Maler | siehe unter Äthiopier-Maler                  |
| Aetos-Maler                              |                                              | Vasenmaler                                   | Korinth                                      | PK                                           | 2/4 7. Jh.                                   | |                                              |
| Affecter                                 |                                              | Vasenmaler                                   | Attika                                       | SF                                           | 550/20                                       | auch Affektierter Maler, Affekter, Der Affecter oder Der Affekter genannt; schwarzfiguriger Manierist                             |                                              |
| Affecter's Töpfer                        |                                              | Töpfer                                       | Attika                                       | RF                                           | 540/30                                       | |                                              |
| Agathon-Maler                            |                                              | Vasenmaler                                   | Attika                                       | RF                                           | 2/4 5. Jh                                    | |                                              |
| Maler von Ägina F 48                     |                                              | Vasenmaler                                   | Korinth                                      | PK                                           |                                              | auch Maler von Ägina F-48 |                                              |
| Ägisthus-Maler                           |                                              | Vasenmaler                                   | Attika                                       | RF                                           | 480/60                                       | auch Aegisthus-Maler |                                              |
| Maler der Agora-Chairias-Schalen         |                                              | Vasenmaler                                   | Attika                                       | RF                                           | Ende 6. Jh.                                  | auch Gruppe der Agora-Chairias-Schalen, Agora-Chairias-Gruppe, Gruppe von Agora P 24102 und Maler von Agora P 24102               |                                              |
| Maler von Agora 1241                     | siehe unter Maler von Agora P 1241           | siehe unter Maler von Agora P 1241           | siehe unter Maler von Agora P 1241           | siehe unter Maler von Agora P 1241           | siehe unter Maler von Agora P 1241           | siehe unter Maler von Agora P 1241                                                                                                | siehe unter Maler von Agora P 1241           |
| Maler von Agora 5192                     | siehe unter Maler von Agora P 1241           | siehe unter Maler von Agora P 1241           | siehe unter Maler von Agora P 1241           | siehe unter Maler von Agora P 1241           | siehe unter Maler von Agora P 1241           | siehe unter Maler von Agora P 1241                                                                                                | siehe unter Maler von Agora P 1241           |
| Maler von Agora P 42                     |                                              | Vasenmaler                                   | Attika                                       | RF                                           | um 480                                       | |                                              |
| Maler von Agora P 1241                   |                                              | Vasenmaler                                   | Attika                                       | SF                                           | 555/535                                      | Kleinmeister, auch Maler von Agora 1241                                                                                           |                                              |
| Maler von Agora P 1275                   | siehe unter Gruppe von Akropolis 96          | siehe unter Gruppe von Akropolis 96          | siehe unter Gruppe von Akropolis 96          | siehe unter Gruppe von Akropolis 96          | siehe unter Gruppe von Akropolis 96          | siehe unter Gruppe von Akropolis 96                                                                                               | siehe unter Gruppe von Akropolis 96          |
| Maler von Agora P 2578                   |                                              | Vasenmaler                                   | Attika                                       | RF                                           | 4/4 5. Jh.                                   | gehört zum Coarser Wing II |                                              |
| Maler von Agora P 5192                   |                                              | Vasenmaler                                   | Attika                                       | RF                                           | 480/450                                      | |                                              |
| Maler von Agora P 7561                   |                                              | Vasenmaler                                   | Attika                                       | RF                                           | 480/450                                      | |                                              |
| Maler von Agora P 14384                  |                                              | Vasenmaler                                   | Attika                                       | RF                                           | 480/50                                       | |                                              |
| Maler von Agora P 16879                  |                                              | Vasenmaler                                   | Attika                                       | RF                                           | Ende 5. Jh.                                  | |                                              |
| Maler von Agora P 17562                  |                                              | Vasenmaler                                   | Attika                                       | RF                                           |                                              | |                                              |
| Maler von Agora P 24402                  | siehe unter Maler der Agora-Chairias-Schalen | siehe unter Maler der Agora-Chairias-Schalen | siehe unter Maler der Agora-Chairias-Schalen | siehe unter Maler der Agora-Chairias-Schalen | siehe unter Maler der Agora-Chairias-Schalen | siehe unter Maler der Agora-Chairias-Schalen                                                                                      | siehe unter Maler der Agora-Chairias-Schalen |
| Agrigento-Maler                          |                                              | Vasenmaler                                   | Attika                                       | RF                                           | 2/4 5. Jh.                                   | Manierist |                                              |
| Aigisthos-Maler                          |                                              | Vasenmaler                                   | Attika                                       | RF                                           |                                              | |                                              |
| Ainipylos-Maler                          |                                              | Vasenmaler                                   | Attika                                       | SF                                           | Mitte 6. Jh.                                 | |                                              |
| Aischines-Maler                          |                                              | Vasenmaler                                   | Attika                                       | RF/WG                                        | Mitte 5. Jh.                                 | nach dem Töpfer Aischines benannt                                                                                                 |                                              |
| Ajax-Maler                               |                                              | Vasenmaler                                   | Korinth                                      | PK                                           | 1/2 7. Jh.                                   | |                                              |
| Akademie-Maler                           |                                              | Vasenmaler                                   | Attika                                       | RF                                           | Ende 5. Jh.                                  | Manierist |                                              |
| Akestorides-Maler                        |                                              | Vasenmaler                                   | Attika                                       | RF                                           | 470/50                                       | entspricht dem Maler von Heidelberg 86                                                                                            |                                              |
| Akrathe-Maler                            |                                              | Vasenmaler                                   | Etrurien                                     | RF                                           | 2/2 4. Jh.                                   | |                                              |
| Akridion-Maler                           |                                              | Vasenmaler                                   | Attika                                       | RF                                           |                                              | |                                              |
| Akrobaten-Maler                          |                                              | Vasenmaler                                   | Lukanien                                     | RF                                           | Ende 4. Jh.                                  | |                                              |
| Maler von Akropolis 24                   |                                              | Vasenmaler                                   | Attika                                       | RF                                           | Ende 6. Jh.                                  | |                                              |
| Maler von Akropolis 96                   | siehe unter Gruppe von Akropolis 96          | siehe unter Gruppe von Akropolis 96          | siehe unter Gruppe von Akropolis 96          | siehe unter Gruppe von Akropolis 96          | siehe unter Gruppe von Akropolis 96          | siehe unter Gruppe von Akropolis 96                                                                                               | siehe unter Gruppe von Akropolis 96          |
| Maler von Akropolis 356                  |                                              | Vasenmaler                                   | Attika                                       | RF                                           |                                              | |                                              |
| Maler von Akropolis 564                  |                                              | Vasenmaler                                   | Attika                                       | RF                                           |                                              | |                                              |
| Maler von Akropolis 573                  |                                              | Vasenmaler                                   | Attika                                       | RF                                           |                                              | |                                              |
| Maler von Akropolis 601                  |                                              | Vasenmaler                                   | Attika                                       | SF                                           |                                              | |                                              |
| Maler von Akropolis 606                  |                                              | Vasenmaler                                   | Attika                                       | SF                                           | 570/60                                       | |                                              |
| Maler von Akropolis 627                  |                                              | Vasenmaler                                   | Attika                                       | SF                                           |                                              | |                                              |
| Maler von Akropolis 670                  |                                              | Vasenmaler                                   | Attika                                       | RF                                           |                                              | |                                              |
| Maler von Akropolis 787                  |                                              | Vasenmaler                                   | Attika                                       | RF                                           |                                              | |                                              |
| Maler von Akropolis 2184                 |                                              | Vasenmaler                                   | Attika                                       | SF                                           |                                              | |                                              |
| Maler der Akropolis-Teller               |                                              | Vasenmaler                                   | Attika                                       | RF                                           |                                              | englisch Painter of the Acropolis Plates                                                                                          |                                              |
| Aktorione-Maler                          |                                              | Vasenmaler                                   | Attika                                       | RF                                           |                                              | |                                              |
| Albertinum-Maler                         |                                              | Sarkophagmaler                               | Klazomenai                                   | KS                                           | Anfang 5. Jh.                                | Sarkophagmaler im schwarzfigurigen Stil, gehört zur Albertinum-Gruppe                                                             |                                              |
| Alcacer do Sal-Maler                     |                                              | Vasenmaler                                   | Attika                                       | RF                                           |                                              | |                                              |
| Alexandre-Maler                          |                                              | Vasenmaler                                   | Attika                                       | RF/WG                                        | 440/10                                       | nach ihm ist die Alexandre-Gruppe benannt, Gruppe und Maler sind möglicherweise identisch                                         |                                              |
| ALK-Töpfer                               |                                              | Töpfer                                       | Attika                                       | RF                                           | Mitte 5. Jh.                                 | Töpfer in der Achilleus-Maler/Phiale-Maler-Werkstatt                                                                              |                                              |
| Alkimachos-Maler                         |                                              | Vasenmaler                                   | Attika                                       | RF                                           | 460/50                                       | |                                              |
| Alkmene-Maler                            |                                              | Vasenmaler                                   | Attika                                       | SF                                           |                                              | |                                              |
| Alkyoneus-Maler                          |                                              | Vasenmaler                                   | Attika                                       | RF                                           |                                              | |                                              |
| Allard-Pierson-Maler                     |                                              | Vasenmaler                                   | Lakonien                                     | SF                                           | 2/2 6. Jh.                                   | |                                              |
| Altamura-Maler                           |                                              | Vasenmaler                                   | Attika                                       | RF                                           | 2/4 5. Jh.                                   | gehört zur Niobiden-Gruppe |                                              |
| Maler von Altamura 3                     |                                              | Vasenmaler                                   | Apulien                                      | RF                                           | 380-360                                      | gehört zur Karlsruhe-B-9-Dijon-Gruppe                                                                                             |                                              |
| Altavilla-Maler                          |                                              | Vasenmaler                                   | Paestum                                      | RF                                           |                                              | |                                              |
| Altenburg-Maler                          |                                              | Vasenmaler                                   | Ionien                                       | FI                                           | 2/2 6. Jh.                                   | |                                              |
| Maler von Altenburg 244                  |                                              | Vasenmaler                                   | Apulien                                      | RF                                           |                                              | gehört zur Amphoren-Gruppe |                                              |
| Maler von Altenburg 273                  |                                              | Vasenmaler                                   | Attika                                       | RF                                           | Mitte 5. Jh.                                 | |                                              |
| Maler von Altenburg 351                  |                                              | Vasenmaler                                   | Apulien                                      | RF                                           | 340–320                                      | |                                              |
| Amasis-Maler                             |                                              | Vasenmaler                                   | Attika                                       | SF/WG                                        | 550/10                                       | möglicherweise mit wenigen Versuchen im rotfigurigen Stil                                                                         |                                              |
| Amazonen-Maler                           |                                              | Vasenmaler                                   | Attika                                       | RF                                           | 2/2 4. Jh.                                   | |                                              |
| Ambrosios-Maler                          |                                              | Vasenmaler                                   | Attika                                       | RF                                           | Ende 6. Jh.                                  | |                                              |
| Ambush-Maler                             | siehe unter Hinterhalt-Maler                 | siehe unter Hinterhalt-Maler                 | siehe unter Hinterhalt-Maler                 | siehe unter Hinterhalt-Maler                 | siehe unter Hinterhalt-Maler                 | siehe unter Hinterhalt-Maler | siehe unter Hinterhalt-Maler                 |
| Ampersand-Maler                          |                                              | Vasenmaler                                   | Korinth                                      | SF                                           | 580/570                                      | |                                              |
| American-Academy-Maler                   |                                              | Vasenmaler                                   | Etrurien                                     | EK                                           | Anfang 6. Jh.                                | |                                              |
| Amphiaraos-Maler                         |                                              | Vasenmaler                                   | Korinth                                      | SF                                           | Mitte 6. Jh.                                 | |                                              |
| Amphiaraos-Maler                         |                                              | Vasenmaler                                   | Etrurien                                     | PV                                           | 2/2 6. Jh.                                   | gehört zur Pontischen Gruppe |                                              |
| Amphitrite-Maler                         |                                              | Vasenmaler                                   | Attika                                       | RF                                           | 2/3 5. Jh.                                   | |                                              |
| Amphorae-Maler                           | siehe unter Amphoren-Maler                   | siehe unter Amphoren-Maler                   | siehe unter Amphoren-Maler                   | siehe unter Amphoren-Maler                   | siehe unter Amphoren-Maler                   | siehe unter Amphoren-Maler | siehe unter Amphoren-Maler                   |
| Amphoren-Maler                           |                                              | Vasenmaler                                   | Apulien                                      | RF                                           | 340-320                                      | auch Amphorae-Maler |                                              |
| Ampurias-Maler                           |                                              | Vasenmaler                                   | Attika                                       | SF/WG                                        |                                              | |                                              |
| Amsterdam-Maler                          |                                              | Vasenmaler                                   | Korinth                                      | SF                                           | 1/4 6. Jh.                                   | |                                              |
| Maler von Amsterdam 2148                 |                                              | Vasenmaler                                   | Attika                                       | SF                                           |                                              | |                                              |
| Maler von Amsterdam 8670                 |                                              | Vasenmaler                                   | Attika                                       | SF                                           |                                              | |                                              |
| Amsterdam-Karlsruhe-Maler                |                                              | Vasenmaler                                   | Apulien                                      | RF                                           | um 300                                       | |                                              |
| Amykos-Maler                             |                                              | Vasenmaler                                   | Lukanien                                     | RF                                           | 4/4 5. Jh.                                   | gehört zur Pisticci-Amykos-Gruppe                                                                                                 |                                              |
| Amymone-Maler                            |                                              | Vasenmaler                                   | Attika                                       | RF                                           |                                              | |                                              |
| Anabates-Maler                           |                                              | Vasenmaler                                   | Lukanien                                     | RF                                           | 1/4 4. Jh.                                   | |                                              |
| Anagyrus-Maler                           |                                              | Vasenmaler                                   | Attika                                       | SF                                           | 1/4 6. Jh.                                   | |                                              |
| Analatos-Maler                           |                                              | Vasenmaler                                   | Attika                                       | SG/PA                                        | Anfang 7. Jh.                                | |                                              |
| Anaploga-Maler                           |                                              | Vasenmaler                                   | Korinth                                      | SF                                           |                                              | |                                              |
| Anavyssos-Maler                          |                                              | Vasenmaler                                   | Attika                                       | MG                                           | um 730                                       | |                                              |
| Ancona-Maler                             |                                              | Vasenmaler                                   | Attika                                       | RF                                           | Mitte 5. Jh.                                 | |                                              |
| Andokides-Maler                          |                                              | Vasenmaler                                   | Attika                                       | RF/WG                                        | 530/10                                       | Erfinder des rotfigurigen Stils, womöglich identisch mit dem schwarzfigurigen Lysippides-Maler, siehe Lysippides-Andokides-Gruppe |                                              |
| Andover-Maler                            |                                              | Vasenmaler                                   | Kampanien                                    | RF                                           |                                              | |                                              |
| Androsiren-Maler                         |                                              | Vasenmaler                                   | Attika                                       | SF                                           | um 600                                       | |                                              |
| Angers-Maler                             |                                              | Vasenmaler                                   | Attika                                       | RF                                           | Mitte 5. Jh.                                 | |                                              |
| Angular-Maler                            |                                              | Vasenmaler                                   | Attika                                       | RF                                           |                                              | |                                              |
| Ano-Achaïia-Maler                        |                                              | Vasenmaler                                   | Attika                                       | SF                                           |                                              | Kleinmeister, auch Ano Achaia-Maler                                                                                               |                                              |
| Anodos-Maler                             |                                              | Vasenmaler                                   | Korinth                                      | SF                                           |                                              | |                                              |
| Antimenes-Maler                          |                                              | Vasenmaler                                   | Attika                                       | SF/WG                                        | 530/10                                       | Namensgebender Hauptvertreter der Gruppe des Antimenes-Malers                                                                     |                                              |
| Antiope-Maler                            |                                              | Vasenmaler                                   | Attika                                       | SF                                           |                                              | |                                              |
| Antiphon-Maler                           |                                              | Vasenmaler                                   | Attika                                       | RF/WG                                        | 500/475                                      | |                                              |
| Aphrodite-Maler                          |                                              | Vasenmaler                                   | Attika                                       | RF                                           |                                              | Teil der Gruppe von Louvre CA 928                                                                                                 |                                              |
| Aphrodite-Maler                          |                                              | Vasenmaler                                   | Paestum                                      | RF                                           | 2/3 4. Jh.                                   | gehört zur Apulianisierenden Gruppe                                                                                               |                                              |
| Apollonia-Maler                          |                                              | Vasenmaler                                   | Attika                                       | RF                                           | Mitte 4. Jh.                                 | nach ihm ist die Apollonia-Gruppe benannt                                                                                         |                                              |
| Apponyi-Maler                            |                                              | Vasenmaler                                   | Etrurien                                     | PR                                           | 480/60                                       | gehört zur Praxias-Gruppe |                                              |
| APZ-Maler                                |                                              | Vasenmaler                                   | Kampanien                                    | RF                                           | 330/20                                       | gehört zur CA-Gruppe |                                              |
| Archippe-Maler                           |                                              | Vasenmaler                                   | Attika                                       | SF                                           |                                              | |                                              |
| Ardea-Maler                              |                                              | Vasenmaler                                   | Korinth                                      | ÜS                                           |                                              | |                                              |
| Argonauten-Maler                         |                                              | Vasenmaler                                   | Etrurien                                     | RF                                           | 1/3 4. Jh.                                   | gehört zur nach ihm benannten Argonauten-Gruppe                                                                                   |                                              |
| Argos-Maler                              |                                              | Vasenmaler                                   | Attika                                       | RF                                           | Ende 5. Jh./Anfang 4. Jh.                    | |                                              |
| Ariadne-Maler                            |                                              | Vasenmaler                                   | Apulien                                      | RF                                           | 430                                          | |                                              |
| Ariana-Maler                             |                                              | Vasenmaler                                   | Attika                                       | RF                                           | Mitte 5. Jh.                                 | |                                              |
| Aristomenes-Maler                        |                                              | Vasenmaler                                   | Attika                                       | RF                                           |                                              | |                                              |
| Arkesilas-Maler                          |                                              | Vasenmaler                                   | Lakonien                                     | SF                                           | 565/55                                       | einer der fünf lakonischen Meister                                                                                                |                                              |
| Armidale-Maler                           |                                              | Vasenmaler                                   | Apulien                                      | RF                                           | Mitte 4. Jh.                                 | |                                              |
| Arno-Maler                               |                                              | Vasenmaler                                   | Lukanien                                     | RF                                           | 1/4 5. Jh.                                   | mit dem Perugia-Maler identifiziert                                                                                               |                                              |
| Arpi-Maler                               |                                              | Vasenmaler                                   | Apulien                                      | RF                                           | 330/20                                       | |                                              |
| Maler des Aryballos Louvre E 380         |                                              | Vasenmaler                                   | Korinth                                      | PK                                           | 3/4 7. Jh.                                   | |                                              |
| Ascoli-Satriano-Maler                    |                                              | Vasenmaler                                   | Apulien                                      | RF                                           | 340/20                                       | |                                              |
| Ashby-Maler                              |                                              | Vasenmaler                                   | Attika                                       | RF                                           |                                              | |                                              |
| Astarita-Maler                           |                                              | Vasenmaler                                   | Kampanien                                    | RF                                           |                                              | |                                              |
| Atalanta-Maler                           |                                              | Vasenmaler                                   | Böotien                                      | SF                                           | 560/550                                      | |                                              |
| Atella-Maler                             |                                              | Vasenmaler                                   | Kampanien                                    | RF                                           |                                              | |                                              |
| Athana-Maler                             |                                              | Vasenmaler                                   | Korinth                                      | SF                                           | um 575                                       | |                                              |
| Maler von Athen 270                      |                                              | Vasenmaler                                   | Korinth                                      | SF                                           | 575/nach 550                                 | |                                              |
| Maler von Athen 282                      | siehe unter Otterlo-Maler                    | siehe unter Otterlo-Maler                    | siehe unter Otterlo-Maler                    | siehe unter Otterlo-Maler                    | siehe unter Otterlo-Maler                    | siehe unter Otterlo-Maler | siehe unter Otterlo-Maler                    |
| Maler von Athen 533                      |                                              | Vasenmaler                                   | Attika                                       | SF                                           | 2/4 6. Jh.                                   | möglicherweise Erfinder der Knopfhenkel-Schalen                                                                                   |                                              |
| Maler von Athen 581                      |                                              | Vasenmaler                                   | Attika                                       | SF                                           | frühes 5. Jh.                                | auch Maler der Lekythos Athen 581, Hauptvertreter der Klasse der Lekythos Athen 581                                               |                                              |
| Maler von Athen 606                      | siehe unter Maler von Akropolis 606          | siehe unter Maler von Akropolis 606          | siehe unter Maler von Akropolis 606          | siehe unter Maler von Akropolis 606          | siehe unter Maler von Akropolis 606          | siehe unter Maler von Akropolis 606                                                                                               | siehe unter Maler von Akropolis 606          |
| Maler von Athen 877                      |                                              | Vasenmaler                                   | Argos                                        | SG                                           | 750/690                                      | |                                              |
| Maler von Athen 894                      |                                              | Vasenmaler                                   | Attika                                       | SG                                           | 720/700                                      | gehört zur nach ihm benannten Werkstatt von Athen 894                                                                             |                                              |
| Maler von Athen 897                      |                                              | Töpfermaler (?)                              | Attika                                       | SG                                           | 725/700                                      | Hauptvertreter der Werkstatt von Athen 897                                                                                        |                                              |
| Maler von Athen 931                      |                                              | Vasenmaler                                   | Korinth                                      | SF                                           | 600/575                                      | |                                              |
| Maler von Athen 1104                     |                                              | Vasenmaler                                   | Attika                                       | SF                                           |                                              | |                                              |
| Maler von Athen 1183                     |                                              | Vasenmaler                                   | Attika                                       | RF                                           | Ende 5. Jh.                                  | |                                              |
| Maler von Athen 1234                     |                                              | Vasenmaler                                   | Attika                                       | RF                                           | Ende 5. Jh.                                  | |                                              |
| Maler von Athen 1237                     |                                              | Vasenmaler                                   | Attika                                       | RF                                           | 2/2 5. Jh.                                   | Manierist |                                              |
| Maler von Athen 1243                     |                                              | Vasenmaler                                   | Attika                                       | RF                                           | Ende 5. Jh.                                  | |                                              |
| Maler von Athen 1256                     |                                              | Vasenmaler                                   | Attika                                       | RF                                           | 2/4 4. Jh.                                   | |                                              |
| Maler von Athen 1308                     |                                              | Vasenmaler                                   | Attika                                       | RF                                           | 480/50                                       | |                                              |
| Maler von Athen 1344                     |                                              | Vasenmaler                                   | Attika                                       | RF                                           | 480/50                                       | |                                              |
| Maler von Athen 1366                     |                                              | Vasenmaler                                   | Attika                                       | RF                                           | 1/3 4. Jh.                                   | |                                              |
| Maler von Athen 1370                     |                                              | Vasenmaler                                   | Attika                                       | RF                                           | 3/4 4. Jh.                                   | |                                              |
| Maler von Athen 1375                     |                                              | Vasenmaler                                   | Attika                                       | RF                                           | Mitte 4. Jh.                                 | auch Maler von Athen CC. 1891 |                                              |
| Maler von Athen 1454                     |                                              | Vasenmaler                                   | Attika                                       | RF                                           | 430/20                                       | |                                              |
| Maler von Athen 1472                     |                                              | Vasenmaler                                   | Attika                                       | RF                                           | 4. Jh.                                       | |                                              |
| Maler von Athen 1585                     |                                              | Vasenmaler                                   | Attika                                       | RF                                           | Ende 5. Jh.                                  | |                                              |
| Maler von Athen 1623                     |                                              | Vasenmaler                                   | Attika                                       | RF                                           | 450/20                                       | |                                              |
| Maler von Athen 1680                     |                                              | Vasenmaler                                   | Apulien                                      | RF                                           | Mitte 4. Jh.                                 | |                                              |
| Maler von Athen 1686                     |                                              | Vasenmaler                                   | Attika                                       | RF                                           |                                              | |                                              |
| Maler von Athen 1714                     |                                              | Vasenmaler                                   | Apulien                                      | RF                                           | 360/50                                       | |                                              |
| Maler von Athen 1729                     |                                              | Vasenmaler                                   | Attika                                       | RF                                           |                                              | |                                              |
| Maler von Athen 1762                     |                                              | Vasenmaler                                   | Attika                                       | WG                                           | 435/20                                       | |                                              |
| Maler von Athen 1806                     |                                              | Vasenmaler                                   | Attika                                       | WG                                           | 4/4 5. Jh.                                   | |                                              |
| Maler von Athen 1810                     |                                              | Vasenmaler                                   | Attika                                       | WG                                           | 4/4 5. Jh.                                   | |                                              |
| Maler von Athen 1826                     |                                              | Vasenmaler                                   | Attika                                       | RF/WG                                        | Mitte 5. Jh.                                 | |                                              |
| Maler von Athen 1934                     |                                              | Vasenmaler                                   | Attika                                       | RF/WG                                        | 2/2 5. Jh.                                   | |                                              |
| Maler von Athen 1938                     |                                              | Vasenmaler                                   | Attika                                       | RF/WG                                        | um 430                                       | möglicherweise Frühwerk des Frauenbad-Malers                                                                                      |                                              |
| Maler von Athen 1943                     |                                              | Vasenmaler                                   | Attika                                       | RF/WG                                        | um 445                                       | |                                              |
| Maler von Athen 2020                     |                                              | Vasenmaler                                   | Attika                                       | RF/WG                                        | 3/4 5. Jh.                                   | |                                              |
| Maler von Athen 9690                     |                                              | Vasenmaler                                   | Attika                                       | SF/WG                                        | 500–490                                      | |                                              |
| Maler von Athen 10464                    |                                              | Vasenmaler                                   | Attika                                       | RF                                           | 500/480                                      | |                                              |
| Maler von Athen 12255                    |                                              | Vasenmaler                                   | Attika                                       | RF                                           | 2/4 4. Jh.                                   | |                                              |
| Maler von Athen 12279                    |                                              | Vasenmaler                                   | Attika                                       | SF                                           | 1/3 6. Jh.                                   | |                                              |
| Maler von Athen 12544                    |                                              | Vasenmaler                                   | Attika                                       | RF                                           |                                              | |                                              |
| Maler von Athen 12555                    |                                              | Vasenmaler                                   | Attika                                       | RF                                           |                                              | |                                              |
| Maler von Athen 12592                    |                                              | Vasenmaler                                   | Attika                                       | RF                                           | 2/4 4. Jh.                                   | |                                              |
| Maler von Athen 12778                    |                                              | Vasenmaler                                   | Attika                                       | RF/WG                                        | 460/50                                       | |                                              |
| Maler von Athen 12789                    |                                              | Vasenmaler                                   | Attika                                       | RF/WG                                        | 3/4 5. Jh.                                   | |                                              |
| Maler von Athen 13037                    |                                              | Vasenmaler                                   | Attika                                       | RF/WG                                        | Ende 5. Jh.                                  | |                                              |
| Maler von Athen 13702                    |                                              | Vasenmaler                                   | Attika                                       | RF                                           | 450/20                                       | |                                              |
| Maler von Athen 13894                    |                                              | Vasenmaler                                   | Attika                                       | RF                                           | 4. Jh.                                       | |                                              |
| Maler von Athen 13908                    |                                              | Vasenmaler                                   | Attika                                       | RF                                           | Ende 5. Jh.                                  | |                                              |
| Maler von Athen 14627                    |                                              | Vasenmaler                                   | Attika                                       | RF                                           | 3/4 4. Jh.                                   | |                                              |
| Maler von Athen 14887                    |                                              | Vasenmaler                                   | Attika                                       | RF                                           | 4. Jh.                                       | |                                              |
| Maler von Athen 16407                    |                                              | Vasenmaler                                   | Attika                                       | SF                                           | 1/3 6. Jh.                                   | auch Maler von Athen A 16407 |                                              |
| Maler von Athen 17191                    |                                              | Vasenmaler                                   | Attika                                       | RF                                           | 430/20                                       | |                                              |
| Maler von Athen 17268                    |                                              | Vasenmaler                                   | Attika                                       | RF                                           | Mitte 5. Jh.                                 | |                                              |
| Maler von Athen 17278                    |                                              | Vasenmaler                                   | Attika                                       | RF                                           | Mitte 5. Jh.                                 | |                                              |
| Maler von Athen 17326                    |                                              | Vasenmaler                                   | Attika                                       | RF/WG                                        |                                              | |                                              |
| Maler von Athen 18577                    |                                              | Vasenmaler                                   | Attika                                       | SF                                           | Ende 6. Jh.                                  | |                                              |
| Maler von Athen A 16407                  | siehe unter Maler von Athen 16407            | siehe unter Maler von Athen 16407            | siehe unter Maler von Athen 16407            | siehe unter Maler von Athen 16407            | siehe unter Maler von Athen 16407            | siehe unter Maler von Athen 16407                                                                                                 | siehe unter Maler von Athen 16407            |
| Maler von Athen CC. 1891                 | siehe unter Maler von Athen 1375             | siehe unter Maler von Athen 1375             | siehe unter Maler von Athen 1375             | siehe unter Maler von Athen 1375             | siehe unter Maler von Athen 1375             | siehe unter Maler von Athen 1375                                                                                                  | siehe unter Maler von Athen 1375             |
| Maler von Athen N. 1105                  |                                              | Vasenmaler                                   | Attika                                       | RF                                           |                                              | |                                              |
| Maler von Athen P 42                     |                                              | Vasenmaler                                   | Attika                                       | RF                                           |                                              | |                                              |
| Athena-Maler                             |                                              | Vasenmaler                                   | Attika                                       | SF/WG                                        | 490/80                                       | möglicherweise mit dem Bowdoin-Maler identisch; führender Vasenmaler in der Athena/Bowdoin-Werkstatt                              |                                              |
| Maler der Athenageburt                   |                                              | Vasenmaler                                   | Attika                                       | RF                                           | 480/60                                       | auch Maler der Geburt der Athena                                                                                                  |                                              |
| Maler der Athener Argosschale            |                                              | Vasenmaler                                   | Böotien                                      | RF                                           | 4/4 5. Jh.                                   | |                                              |
| Maler des Athener Dinos                  |                                              | Vasenmaler                                   | Attika                                       | RF                                           | 2/2 5. Jh.                                   | auch Athener Dinos-Maler |                                              |
| Maler der Athener Hochzeit               |                                              | Vasenmaler                                   | Attika                                       | RF                                           | 415/400                                      | englisch Painter of the Athens Wedding                                                                                            |                                              |
| Äthiopier-Maler                          |                                              | Vasenmaler                                   | Attika                                       | RF                                           | Mitte 5. Jh.                                 | auch Aethiopier-Maler, englisch Ethiop Painter                                                                                    |                                              |
| Atlanta-Maler                            |                                              | Vasenmaler                                   | Sizilien                                     | SF                                           | Ende 6. Jh.                                  | Hauptvertreter der Werkstatt des Atlanta-Malers, Umkreis des Antimenes-Maler                                                      |                                              |
| Auckland Maler                           |                                              | Vasenmaler                                   | Korinth                                      | SF                                           | 4/4 7. Jh.                                   | gehört zur Werkstatt des Bok Painter                                                                                              |                                              |
| Augen-Sirenen-Maler                      |                                              | Vasenmaler                                   | Attika                                       | SF                                           | 4/4 6. Jh.                                   | bedeutendster und namensgebender Vertreter der Augen-Sirenen-Gruppe                                                               |                                              |
| Augenbrauen-Maler                        |                                              | Vasenmaler                                   | Apulien                                      | RF                                           | Ende 4. Jh.                                  | |                                              |
| Maler der Augenschale im Bowdoin College | siehe unter Bowdoin-Augen-Maler              | siehe unter Bowdoin-Augen-Maler              | siehe unter Bowdoin-Augen-Maler              | siehe unter Bowdoin-Augen-Maler              | siehe unter Bowdoin-Augen-Maler              | siehe unter Bowdoin-Augen-Maler                                                                                                   | siehe unter Bowdoin-Augen-Maler              |
| Maler der Augenschale zu Bowdoin         | siehe unter Bowdoin-Augen-Maler              | siehe unter Bowdoin-Augen-Maler              | siehe unter Bowdoin-Augen-Maler              | siehe unter Bowdoin-Augen-Maler              | siehe unter Bowdoin-Augen-Maler              | siehe unter Bowdoin-Augen-Maler                                                                                                   | siehe unter Bowdoin-Augen-Maler              |
| Aurora-Maler                             |                                              | Vasenmaler                                   | Etrurien                                     | RF                                           | Mitte 5. Jh.                                 | |                                              |
| Maler der Ausstellung in Virginia        | siehe unter Virginia-Exhibition-Maler        | siehe unter Virginia-Exhibition-Maler        | siehe unter Virginia-Exhibition-Maler        | siehe unter Virginia-Exhibition-Maler        | siehe unter Virginia-Exhibition-Maler        | siehe unter Virginia-Exhibition-Maler                                                                                             | siehe unter Virginia-Exhibition-Maler        |

## Gruppen
| Name                                  | Wikidata                                          | Profession                                        | Herkunft                                          | Stil                                              | Zeit                                              | Bemerkung | Beispiel                                          |
| ------------------------------------- | ------------------------------------------------- | ------------------------------------------------- | ------------------------------------------------- | ------------------------------------------------- | ------------------------------------------------- | --- | ------------------------------------------------- |
| Gruppe des Aachener Pferdekopfes      | siehe unter Maler des Aachener Pferdekopfes       | siehe unter Maler des Aachener Pferdekopfes       | siehe unter Maler des Aachener Pferdekopfes       | siehe unter Maler des Aachener Pferdekopfes       | siehe unter Maler des Aachener Pferdekopfes       | siehe unter Maler des Aachener Pferdekopfes | siehe unter Maler des Aachener Pferdekopfes       |
| A-B-C-Untergruppe                     |                                                   | Vasenmaler                                        | Apulien                                           | RF                                                |                                                   | |                                                   |
| Gruppe Ad                             |                                                   | Vasenmaler                                        | Kykladen                                          | OR                                                | Mitte 7. Jh.                                      | |                                                   |
| Adrano-Gruppe                         |                                                   | Vasenmaler                                        | Sizilien                                          | RF                                                | 330/20                                            | gehört zur Lentini-Manfria-Gruppe |                                                   |
| Adrastos-Gruppe                       |                                                   | Vasenmaler                                        | Sizilien                                          | RF                                                | Mitte 4. Jh.                                      | |                                                   |
| Gruppe von Adria 300                  |                                                   | Vasenmaler                                        | Attika                                            | RF                                                | Ende 6. Jh.                                       | |                                                   |
| Gruppe der Agora-Chairias-Schalen     | siehe unter Maler der Agora-Chairias-Schalen      | siehe unter Maler der Agora-Chairias-Schalen      | siehe unter Maler der Agora-Chairias-Schalen      | siehe unter Maler der Agora-Chairias-Schalen      | siehe unter Maler der Agora-Chairias-Schalen      | siehe unter Maler der Agora-Chairias-Schalen | siehe unter Maler der Agora-Chairias-Schalen      |
| Agora-Chairias-Gruppe                 | siehe unter Maler der Agora-Chairias-Schalen      | siehe unter Maler der Agora-Chairias-Schalen      | siehe unter Maler der Agora-Chairias-Schalen      | siehe unter Maler der Agora-Chairias-Schalen      | siehe unter Maler der Agora-Chairias-Schalen      | siehe unter Maler der Agora-Chairias-Schalen | siehe unter Maler der Agora-Chairias-Schalen      |
| Gruppe von Agora 581                  | siehe unter Klasse von Athen 581                  | siehe unter Klasse von Athen 581                  | siehe unter Klasse von Athen 581                  | siehe unter Klasse von Athen 581                  | siehe unter Klasse von Athen 581                  | siehe unter Klasse von Athen 581 | siehe unter Klasse von Athen 581                  |
| Gruppe von Agora P 1073               |                                                   | Vasenmaler                                        | Attika                                            | RF                                                | 450/420                                           | |                                                   |
| Gruppe von Agora P 5192               |                                                   | Vasenmaler                                        | Attika                                            | RF                                                |                                                   | |                                                   |
| Gruppe von Agora P 5562               |                                                   | Vasenmaler                                        | Attika                                            | RF                                                | 480/450                                           | |                                                   |
| Gruppe von Agora P 7891               |                                                   | Vasenmaler                                        | Attika                                            | SF                                                |                                                   | |                                                   |
| Gruppe von Agora P 18953              |                                                   | Vasenmaler                                        | Attika                                            | RF                                                | 450/420                                           | |                                                   |
| Gruppe von Agora P 24327              |                                                   | Vasenmaler                                        | Attika                                            | SF                                                |                                                   | |                                                   |
| Gruppe von Agora P 24340              |                                                   | Vasenmaler                                        | Attika                                            | SF                                                |                                                   | |                                                   |
| Gruppe von Agora P 24366              |                                                   | Vasenmaler                                        | Attika                                            | SF                                                |                                                   | |                                                   |
| Gruppe von Agora P 24377              |                                                   | Vasenmaler                                        | Attika                                            | SF                                                |                                                   | |                                                   |
| Gruppe von Agora P 24381              |                                                   | Vasenmaler                                        | Attika                                            | SF                                                |                                                   | |                                                   |
| Gruppe von Agora P 24402              | siehe unter Maler der Agora-Chairias-Schalen      | siehe unter Maler der Agora-Chairias-Schalen      | siehe unter Maler der Agora-Chairias-Schalen      | siehe unter Maler der Agora-Chairias-Schalen      | siehe unter Maler der Agora-Chairias-Schalen      | siehe unter Maler der Agora-Chairias-Schalen | siehe unter Maler der Agora-Chairias-Schalen      |
| Gruppe von Agora P 24486              |                                                   | Vasenmaler                                        | Attika                                            | SF                                                |                                                   | |                                                   |
| Aigistos-Gruppe                       |                                                   | Vasenmaler                                        | Unteritalien                                      | RF                                                | 3/4 4. Jh.                                        | |                                                   |
| Classa ad aironi                      |                                                   | Vasenmaler                                        | Etrurien                                          |                                                   |                                                   | |                                                   |
| Gruppe von Akropolis 96               | (Q93530116)                                       | Vasenmaler                                        | Attika                                            | RF                                                | 2/2 5. Jh.                                        | umfasst die ehemals eigenständigen Maler von Akropolis 96 und Maler von Agora P 1275 |                                                   |
| Gruppe von Akropolis 410              |                                                   | Vasenmaler                                        | Attika                                            | RF                                                | 575–525                                           | |                                                   |
| Gruppe von Akropolis 787              |                                                   | Vasenmaler                                        | Attika                                            | RF                                                | 500–480                                           | |                                                   |
| Gruppe von Akropolis 1441             |                                                   | Vasenmaler                                        | Attika                                            | SF                                                | 575–525                                           | |                                                   |
| Alabastra-Gruppe                      |                                                   | Vasenmaler                                        | Apulien                                           | RF                                                | 340/20                                            | |                                                   |
| Alari-Gruppe                          |                                                   | Vasenmaler                                        | Korinth                                           | PK                                                | 650/20                                            | |                                                   |
| Albertinum-Gruppe                     |                                                   | Sarkophagmaler                                    | Klazomenai                                        | KS                                                | Anfang 5. Jh.                                     | Sarkophagmaler im schwarzfigurigen Stil, benannt nach dem Albertinum-Maler |                                                   |
| Alcsti-Gruppe                         | siehe unter Alcestis-Gruppe                       | siehe unter Alcestis-Gruppe                       | siehe unter Alcestis-Gruppe                       | siehe unter Alcestis-Gruppe                       | siehe unter Alcestis-Gruppe                       | siehe unter Alcestis-Gruppe | siehe unter Alcestis-Gruppe                       |
| Alexandre-Gruppe                      |                                                   | Vasenmaler                                        | Attika                                            | RF/WG                                             | 440/10                                            | benannt nach dem Alexandre-Maler, Gruppe und Maler sind möglicherweise identisch |                                                   |
| Alexandria-Gruppe                     |                                                   | Vasenmaler                                        | Apulien                                           | GN                                                | 1/4 3. Jh.                                        | |                                                   |
| Alcestis-Gruppe                       |                                                   | Vasenmaler                                        | Etrurien                                          | RF                                                | Mitte 4. Jh.                                      | auch Alcsti-Gruppe |                                                   |
| Gruppe von Altenburg 331              |                                                   | Vasenmaler                                        | Apulien                                           | RF                                                | 350–325                                           | |                                                   |
| Ama-Gruppe                            | (Q93918928)                                       | Vasenmaler                                        | Attika                                            | RF                                                | 3/3 6. Jahrhundert                                | Schalenmaler; auch AMA-Gruppe und Ama…-Gruppe; möglicherweise identisch mit Skythes |                                                   |
| Gruppe der Amphora Leipzig            | siehe unter Gruppe der Leipziger Amphora          | siehe unter Gruppe der Leipziger Amphora          | siehe unter Gruppe der Leipziger Amphora          | siehe unter Gruppe der Leipziger Amphora          | siehe unter Gruppe der Leipziger Amphora          | siehe unter Gruppe der Leipziger Amphora | siehe unter Gruppe der Leipziger Amphora          |
| Amphorae-Gruppe                       | siehe unter Amphoren-Gruppe                       | siehe unter Amphoren-Gruppe                       | siehe unter Amphoren-Gruppe                       | siehe unter Amphoren-Gruppe                       | siehe unter Amphoren-Gruppe                       | siehe unter Amphoren-Gruppe | siehe unter Amphoren-Gruppe                       |
| Amphoren-Gruppe                       |                                                   | Vasenmaler                                        | Apulien                                           | RF                                                |                                                   | auch Amphorae-Gruppe; Vertreter sind unter anderem der Maler von Altenburg 244 und die Gruppe von Tarent 9243                                                                                                |                                                   |
| Amphoren-Gruppe A                     |                                                   | Töpfermaler                                       | Böotien                                           | SG                                                | 710/690                                           | möglicherweise identisch mit der Löwen-Gruppe |                                                   |
| Anavysos-Gruppe                       |                                                   | Vasenmaler                                        | Attika                                            | SF                                                |                                                   | |                                                   |
| Andokides-Gruppe                      |                                                   | Vasenmaler                                        | Attika                                            | SF                                                | 4/4 6. Jh.                                        | |                                                   |
| Andromeda-Gruppe                      |                                                   | Vasenmaler                                        | Korinth                                           | SF                                                | Mitte 6. Jh.                                      | |                                                   |
| Groupe de l'Anneau noir               |                                                   | Vasenmaler                                        | Apulien                                           | RK                                                |                                                   | |                                                   |
| Gruppe des Antimenes-Malers           |                                                   | Vasenmaler                                        | Attika                                            | SF                                                |                                                   | auch Umkreis des Antimenes-Maler; benannt nach dem Hauptvertreter, dem Antimenes-Maler, weiter zugehörig die Gruppe von Toronto 289                                                                          |                                                   |
| Antiope-Gruppe                        |                                                   | Vasenmaler                                        | Attika                                            | SF                                                | Ende 6. Jh.                                       | Teil der Leagros-Gruppe |                                                   |
| Antiphon-Gruppe                       |                                                   | Vasenmaler                                        | Attika                                            | SF                                                | 1/4 5. Jh.                                        | |                                                   |
| Gruppe der antithetischen Hahnenpaare |                                                   | Vasenmaler                                        | Etrurien                                          | EK                                                | 2/3 6. Jh.                                        | auch Zyklus der antithetischen Hahnenpaare; zu den Vertretern gehört der Baum-Maler, Untergruppen sind die Michigan-Gruppe, die Ermitage-Gruppe, die Matsch-Gruppe und die Toronto-Gruppe                    |                                                   |
| Zyklus der antithetischen Hahnenpaare | siehe unter Gruppe der antithetischen Hahnenpaare | siehe unter Gruppe der antithetischen Hahnenpaare | siehe unter Gruppe der antithetischen Hahnenpaare | siehe unter Gruppe der antithetischen Hahnenpaare | siehe unter Gruppe der antithetischen Hahnenpaare | siehe unter Gruppe der antithetischen Hahnenpaare | siehe unter Gruppe der antithetischen Hahnenpaare |
| Apollonia-Gruppe                      |                                                   | Vasenmaler                                        | Attika                                            | RF                                                | Mitte 4. Jh.                                      | benannt nach dem Apollonia-Maler |                                                   |
| Apulianisierende Gruppe (Kampanien)   | siehe unter CA-Gruppe                             | siehe unter CA-Gruppe                             | siehe unter CA-Gruppe                             | siehe unter CA-Gruppe                             | siehe unter CA-Gruppe                             | siehe unter CA-Gruppe | siehe unter CA-Gruppe                             |
| Apulianisierende Gruppe               |                                                   | Vasenmaler                                        | Paestum                                           | RF                                                | 2/2 4. Jh.                                        | auch Gruppe der Apulianisierenden Vasen; zur Gruppe gehören der Aphrodite-Maler, der Spinazzo-Maler und die Spinazzo-Gruppe sowie der Maler von Paestum 5188                                                 |                                                   |
| Gruppe der Archetti Intrecciati       |                                                   | Vasenmaler                                        | Etrurien                                          | EK                                                | 4/4 7. Jh. – 1/4 6. Jh.                           | auch Gruppe der Archetti intrecciati und Gruppe Archetti Intrecciati |                                                   |
| Archippe-Gruppe                       |                                                   | Vasenmaler                                        | Attika                                            | SF                                                | Mitte 6. Jh.                                      | |                                                   |
| Argonauten-Gruppe                     |                                                   | Vasenmaler                                        | Etrurien                                          | RF                                                | 1/3 4. Jh.                                        | nach ihm ist die Argonauten-Maler benannt |                                                   |
| Group of the arming Lekythoi          |                                                   | Vasenmaler                                        | Attika                                            | SF                                                | Ende 6. Jh.                                       | ist Teil der Phanyllis-Gruppe |                                                   |
| Gruppo dell' Arpa di Napoli           |                                                   | Vasenmaler                                        | Apulien                                           | GN                                                |                                                   | |                                                   |
| Gruppe der Askoi in Triest            |                                                   | Vasenmaler                                        | Apulien                                           | RF                                                | 340/20                                            | auch Gruppe der Triestiner Askoi; eng verbunden mit der Patera-Ganymed-Werkstatt englisch Group of the Trieste Askoi                                                                                         |                                                   |
| Astarita-Gruppe                       |                                                   | Vasenmaler                                        | Kampanien                                         | RF                                                |                                                   | |                                                   |
| Asteios-Gruppe                        |                                                   | Vasenmaler                                        | Attika                                            | SF                                                |                                                   | Maler Panathenäischer Preisamphoren |                                                   |
| Astuto-Gruppe                         |                                                   | Vasenmaler                                        | Attika                                            | RF                                                |                                                   | |                                                   |
| Atalante-Gruppe                       |                                                   | Vasenmaler                                        | Attika                                            | SF                                                |                                                   | auch Atalanta-Gruppe |                                                   |
| Gruppe von Athen 458                  |                                                   | Vasenmaler                                        | Attika                                            | SF                                                |                                                   | |                                                   |
| Gruppe von Athen 496                  |                                                   | Vasenmaler                                        | Attika                                            | SF                                                |                                                   | |                                                   |
| Gruppe von Athen 1480                 |                                                   | Vasenmaler                                        | Attika                                            | RF                                                |                                                   | |                                                   |
| Gruppe von Athen 1591                 |                                                   | Vasenmaler                                        | Attika                                            | RF                                                | 3/4 5. Jh.                                        | |                                                   |
| Gruppe von Athen 1810                 |                                                   | Vasenmaler                                        | Attika                                            | RF/WG                                             |                                                   | |                                                   |
| Gruppe von Athen 1834                 |                                                   | Vasenmaler                                        | Attika                                            | RF/WG                                             |                                                   | |                                                   |
| Gruppe von Athen 1887                 |                                                   | Vasenmaler                                        | Attika                                            | RF/WG                                             |                                                   | |                                                   |
| Gruppe von Athen 1929                 |                                                   | Vasenmaler                                        | Attika                                            | RF                                                |                                                   | |                                                   |
| Gruppe von Athen 2001                 |                                                   | Vasenmaler                                        | Attika                                            | RF/WG                                             |                                                   | |                                                   |
| Gruppe von Athen 2025                 |                                                   | Vasenmaler                                        | Attika                                            | RF/WG                                             | 2/4 5. Jh.                                        | |                                                   |
| Gruppe von Athen 10452                |                                                   | Vasenmaler                                        | Attika                                            | RF                                                | Anfang 5. Jh.                                     | |                                                   |
| Gruppe von Athen 12144                |                                                   | Vasenmaler                                        | Attika                                            | RF                                                |                                                   | |                                                   |
| Gruppe von Athen 14645                |                                                   | Vasenmaler                                        | Attika                                            | SF                                                |                                                   | |                                                   |
| Gruppe von Athen 15260                |                                                   | Vasenmaler                                        | Attika                                            | RF/WG                                             |                                                   | |                                                   |
| Gruppe von Athen 18862                |                                                   | Vasenmaler                                        | Attika                                            | RF                                                |                                                   | |                                                   |
| Gruppe der Athenakopf-Pyxiden         |                                                   | Vasenmaler                                        | Attika                                            | RF                                                |                                                   | |                                                   |
| Ätna-Gruppe                           |                                                   | Vasenmaler                                        | Sizilien                                          | RF                                                |                                                   | besteht aus der Cefalù-Gruppe, der Centuripe-Gruppe, dem Maler von Catania 4299, der Paternò-Gruppe, der Gruppe der Flasche in Sydney, der Weißen-Efeu-Gruppe, der Weißstreifen-Gruppe und der Zürich-Gruppe |                                                   |
| Augen-Sirenen-Gruppe                  | (Q760231)                                         | Vasenmaler                                        | Attika                                            | SF                                                | 3/3 6. Jh.                                        | |                                                   |
| AV-Gruppe                             |                                                   | Vasenmaler                                        | Kampanien                                         | RF                                                |                                                   | |                                                   |

## Klassen
| Name                             | Wikidata                         | Profession                       | Herkunft                         | Stil                             | Zeit                             | Bemerkung | Beispiel                         |
| -------------------------------- | -------------------------------- | -------------------------------- | -------------------------------- | -------------------------------- | -------------------------------- | --- | -------------------------------- |
| Klasse A                         |                                  | Töpfer                           | Attika                           | SF                               |                                  | |                                  |
| Klasse von A 581                 | siehe unter Klasse von Athen 581 | siehe unter Klasse von Athen 581 | siehe unter Klasse von Athen 581 | siehe unter Klasse von Athen 581 | siehe unter Klasse von Athen 581 | siehe unter Klasse von Athen 581 | siehe unter Klasse von Athen 581 |
| A-C-Klasse                       |                                  | Töpfer                           | Attika                           | RF                               | 4/4 5. Jh.                       | englisch A-C Class |                                  |
| Adikia-Subklasse                 |                                  | Töpfer                           | Attika                           | SF                               |                                  | |                                  |
| Klasse von Agora 581             | siehe unter Klasse von Athen 581 | siehe unter Klasse von Athen 581 | siehe unter Klasse von Athen 581 | siehe unter Klasse von Athen 581 | siehe unter Klasse von Athen 581 | siehe unter Klasse von Athen 581 | siehe unter Klasse von Athen 581 |
| Klasse von Agora P 1256          |                                  | Töpfer                           | Attika                           | SF                               |                                  | |                                  |
| Klasse von Agora P 10359         |                                  | Töpfer                           | Attika                           | KR                               |                                  | |                                  |
| Klasse von Agora P 14045         |                                  | Töpfer                           | Attika                           | SF                               |                                  | |                                  |
| Klasse von Agora P 15840         |                                  | Töpfer                           | Attika                           | RF                               | Ende 5. Jh.                      | Klasse von Oinochoen |                                  |
| Klasse von Agora P 16001         |                                  | Töpfer                           | Attika                           |                                  |                                  | |                                  |
| Altenburg-Klasse                 |                                  | Töpfer                           | Attika                           | SF                               | Ende 6. Jh                       | |                                  |
| Klasse von Altenburg 205         |                                  | Töpfer                           | Attika                           | SF                               |                                  | |                                  |
| Klasse der Amazonen Villa Giulia |                                  | Töpfer                           | Attika                           | SF                               |                                  | |                                  |
| Amtsketten-Klasse                |                                  | Töpfer                           | Attika                           | SF                               | 1/4 5. Jh.                       | englisch Collar-of Esses Class |                                  |
| Klasse von Athen 581             |                                  | Töpfermaler                      | Attika                           | SF                               | 525/475                          | auch Gruppe des Malers von Athen 581, Klasse von A 581 und Klasse von Agora 581; zur Gruppe gehören als Maler auch der Marathon-Maler und der Maler von München 1874, typologisch werden die Vasen der Klasse in mindestens sechs Unterklassen (I bis VI) sowie Stile (A etc.) unterteilt |                                  |
| Klasse von Athen 1104            |                                  | Töpfer                           | Attika                           | RF                               | Ende 5. Jh.                      | |                                  |
| Klasse von Athen 1558            |                                  | Töpfer                           | Attika                           | RF                               | Ende 5. Jh.                      | Klasse von Choen-Töpfern |                                  |
| Klasse von Athen 13031           |                                  | Töpfer                           | Attika                           | RF                               |                                  | |                                  |
| ATL-Klasse                       |                                  | Töpfer                           | Attika                           | RF/WG                            |                                  | |                                  |

## Werkstätten
| Name                                   | Wikidata                                           | Profession                              | Herkunft                                | Stil                                    | Zeit                                    | Bemerkung | Beispiel |
| -------------------------------------- | -------------------------------------------------- | --------------------------------------- | --------------------------------------- | --------------------------------------- | --------------------------------------- | --- | -------- |
| Achilleus-Maler/Phiale-Maler-Werkstatt | Achilleus-Maler/Phiale-Maler-Werkstatt (Q31094753) | Töpfermaler                             | Attika                                  | RF                                      | 460/420                                 | wichtige Werkstatt mit dem Achilleus-Maler und dem Phiale-Maler als Hauptvertreter, dazu der A-Töpfer und der P-Töpfer                                                          |          |
| Werkstatt von Argos C 201              |                                                    | Töpfermaler                             | Argos                                   | SG                                      | 730/690                                 | |          |
| Asteas-Python-Werkstatt                |                                                    | Töpfermaler                             | Paestum                                 | RF                                      | 4. Jh.                                  | auch Asteas-und-Python-Werkstatt; Werkstatt der führenden Vasenmaler Paestums, Asteas und Python                                                                                |          |
| Asteas-und-Python-Werkstatt            | siehe unter Asteas-und-Python-Werkstatt            | siehe unter Asteas-und-Python-Werkstatt | siehe unter Asteas-und-Python-Werkstatt | siehe unter Asteas-und-Python-Werkstatt | siehe unter Asteas-und-Python-Werkstatt | siehe unter Asteas-und-Python-Werkstatt |          |
| Werkstatt von Athen 706                |                                                    | Töpfermaler                             | Attika                                  | SG                                      | 3/4 8. Jh.                              | |          |
| Werkstatt von Athen 894                |                                                    | Töpfermaler                             | Attika                                  | SG                                      | 3/4 8. Jh.                              | namensgebendes Mitglied ist der Maler von Athen 894, zudem gehört der Statathou-Maler dazu                                                                                      |          |
| Werkstatt von Athen 897                |                                                    | Töpfermaler                             | Attika                                  | SG                                      | 725/700                                 | Hauptvertreter war der Maler von Athen 897 |          |
| Athena/Bowdoin-Werkstatt               |                                                    | Töpfermaler                             | Attika                                  | WG/SF/RF                                | 1/2 5. Jh.                              | wichtigste Vertreter der Werkstatt waren der Athena-Maler und der Bowdoin-Maler, die möglicherweise identisch sind, zudem gehörte unter anderem der Maler von Rhodos 13472 dazu |          |
| Werkstatt des Atlanta-Malers           |                                                    | Töpfermaler                             | Sizilien                                | SF                                      | Ende 6. Jh.                             | Hauptvertreter ist der Atlanta-Maler, Umkreis des Antimenes-Maler |          |